# テツマロ・ハヤシ
テツマロ・ハヤシ（Tetsumaro Hayashi, 1929年3月22日 - ）は、日本出身で米国に帰化したアメリカ文学研究者。

## 人物・来歴
香川県坂出出身。出生名は林徹麿（はやし てつまろ）。1953年岡山大学文学部英文科卒業。1953年から1954年岡山にあるミシガン大学日本研究所助手、1954年渡米、ウィルミントン大学英文科に学ぶ。1957年フロリダ大学大学院英文科修士課程修了、1959年ケント州立大学大学院図書館学科修士課程修了、1959年ミズーリ州カルバー・ストックトン大学講師・図書館副館長。ケント州立大学で文学博士号を取得。1969年米国帰化。ボール州立大学英文科教授を務め、退任後同名誉教授。安田女子大学教授を務め、1995年退職。国際スタインベック協会会長を務めた。

## 著書
- 『アメリカ文化素描』はやし・てつまろ 著、垂水書房、1960年
- John Steinbeck: a concise bibliography, 1930-65. Scarecrow Press, 1967年
- A new Steinbeck bibliography, 1929-1971. Tetsumaro Hayashi. Scarecrow Press, 1973年
- A new Steinbeck bibliography 1971-1981 (Scarecrow author bibliographies Tetsumaro Hayashi. Scarecrow Press, 1983年
- 『『月は沈みぬ』論考 スタインベックの反戦小説』テツマロ・ハヤシ著、白神栄子訳、大学教育出版、1993年12月

### 共編著
- 『スタインベック作品論』テツマロ・ハヤシ編、坪井清彦監訳、英宝社、1978年10月
- Steinbeck and Hemingway : dissertation abstracts and research opportunities / edited and compiled by Tetsumaro Hayashi ; with an introd. by Warren French Scarecrow Press, 1980年
- 『スタインベック作品論 2』テツマロ・ハヤシ編、井上謙治 監訳、英宝社、1982年10月
- 『ジョン・スタインベック 東洋と西洋』テツマロ・ハヤシ、橋口保夫、リチャード・F・ピーターソン編、矢野重治訳、北星堂書店、1982年3月
- 『スタインベック研究 紀行文学研究論集』テツマロ・ハヤシ編、乾幹雄 訳、開文社出版、1985年3月
- 『スタインベックの女性像』テツマロ・ハヤシ編、山下光昭 訳、旺史社、1991年4月
- 『スタインベックの創作論』ジョン・スタインベック原著、テツマロ・ハヤシ編、浅野敏夫訳、審美社、1992年11月
- 『スタインベック短編研究 『長い谷間』論』テツマロ・ハヤシ編、高村博正、テレンス・J・オブライエン、成田龍雄 共訳、あぽろん社、1992年
- 『スタインベック研究 新しい短編小説論』テツマロ・ハヤシ他編、川田郁子、掛川和嘉子、有木恭子共訳、大阪教育図書、1995年7月
- 『これだ!!留学必携ハンドブック』テツマロハヤシ、高村博正著、西日本法規出版、1999年4月

翻訳
- 『ジョン・スタインベックの物語 少年少女のための伝記』Beverly Hollett Renner 著、テツマロ・ハヤシ監訳、白神栄子訳、西日本法規出版、1997年6月

記念論文集
- 橋口保夫・白神栄子編『スタインベック・作家作品論―ハヤシ・テツマロ博士退職記念論文集』英宝社、1995年